# Франо Луцијан Гундулић
Франо Луцијан Гундулић (лат. Franciscus Lucianus Gondola, Дубровник, крајем 1451. — Дубровник, 24. март 1505.), био је дубровачки племић и хуманиста. Гундулић се бавио трговином и обављао различите административне дужности у родноме граду. 

## Биографија
Мада већина књижевних теоретичара сматра да се Франо Луцијан родио 1451. године, ипак година његовог рођења није прецизно утврђена па постоје и неке индиције да би то могла бити и 1452. година. Као припадник племићке породице Гундулић, кроз обавезно образовање Франо Луцијано се припремао за позив хуманисте, те је 1469. године стекао звање хуманиора. Међутим, још у младости Гундулић се почео бавити трговином, у родном граду, али и околним мјестима, да би од 1486. године, своје активности усмјерио само на град Дубровник. Исте године, у име града су му повјерене управне и судске дужности. 
Једино познато дјело које је Франо Луцијан Гундулић написао је невелика прозна латинска инкунабула „Батистино” (лат. Baptistinus, или пуни назив Baptistinus. Venetiis, Antonius da Stra 1490. или 1500. године). То је једина очувана латинска новела ранога дубровачког хуманизма, која је уз изгубљенога Дупина И. Гучетића доказ популарности тога жанра у Дубровнику с краја XV вијека. Једини је примјерак те инкунабуле пронашао је Ш. Јурић у напуљској Националној књижници. Претпоставља се да је штампана у Венецији око 1490. или 1500. године. Предговор књиге састављен је у облику ауторова писма М. Градићу, а придодана јој је и посветна посланица Франу Делфину, потом пет дистиха И. Цријевића. О значењу тог дјела те подуже ауторово писмо, насловљено је на Цријевића. Након Јурићева открића П. Колендић је истражио и осталу библиографску грађу везану уз аутора и дјело.
У новели се наводе истинити догађаји са краја 1489. године, када се италијански пустолов А. Монегљиа лажно представио као свргнути ђеновљански дужд Батиста Фрегузо, познат и као Батистино (1452—1504), те тако три мјесеца провео у граду Дубровнику. Према Ш. Јурићу, тај је догађај о лаковјерности Дубровчана, описан је објективно и живо, али срочен помало невјештим латинским.